# El Pony Pisador
El Pony Pisador és un grup musical de Barcelona que barreja diversos estils de música folk i tradicional d'arreu del món, entre els quals la música celta, cançons marineres (sea shanties i havaneres), bluegrass, tarantel·la i iòdel. El nom de la banda fa referència a l'hostal El Cavallet Presumit («The Prancing Pony») que apareix a l'obra El Senyor dels Anells de J. R. R. Tolkien, anomenat «El Pony Pisador» en la traducció castellana.
El seu repertori inclou versions i temes propis. A més dels Països Catalans han actuat a diversos països d'Europa, els Estats Units, el Canadà i Austràlia.

## Història
Els orígens de la banda es remunten al 2013, quan Adrià Vila i Ramon Anglada van decidir formar un grup de música irlandesa inspirat en grups com Flogging Molly, Dropkick Murphys, The Dubliners o els Clancy Brothers. Amb la incorporació progressiva dels altres membres es va consolidar la formació i el seu estil eclèctic i festiu, interpretat principalment amb instruments tradicionals i farcit de referències humorístiques de la cultura tavernària i del món dels pirates, la literatura fantàstica i el còmic. Les influències musicals van ampliar-se amb artistes com Mägo de Oz, Flook, The Bothy Band, Chris Thile, Liz Carroll, Port-Bo o Iron Horse.
El 2016 van presentar el seu primer àlbum, Yarr's i Trons! (autoeditat i autoproduït, més tard reeditat amb la cooperativa de publicació discogràfica Coopula), en què recullen cançons de tradicions musicals diverses, des d'Irlanda fins a l'Àsia Menor. D'aquest disc és el primer videoclip del grup, «Tot és part de ser un pirata», esdevinguda una de les seves cançons més cèlebres. La gira de promoció els portà a fer concerts a festivals de música folk arreu de Catalunya i a participar del circuit internacional de festivals de sea shanties amb actuacions a l'Eurofolk Festival (Alemanya), el Harwich Shanty Festival i el Falmouth Sea Shanty (Regne Unit) o l'International Maritime Music del Tall Ship Celebration (Michigan, Estats Units), entre d'altres.
A finals de 2019 van publicar un segon disc titulat Matricular una galera (Coopula), incorporant en aquesta ocasió sonoritats pròpies del swing, les havaneres, les danses búlgares, sea shanties, cants harmònics tuvans (khöömei) i fins i tot el heavy metal. Unes setmanes abans del seu llançament públic el grup va estrenar el videoclip de la cançó «La Confraria del Menhir». Aquest tema i el mateix títol de l'àlbum són un homenatge als còmics d'Astèrix creats per Uderzo i Goscinny. Un altre videoclip del disc, «Lime Scurvy», va ser gravat a l'espai ocupat de la Casa Buenos Aires de Barcelona.
El gener de 2020 van ser inclosos entre els grups nominats als Premis Enderrock 2020 al millor artista revelació, al millor disc de folk i a la millor cançó de folk de 2019, quedant finalistes en la darrera categoria. El març del mateix any van oferir un concert en directe via streaming durant el confinament decretat en plena crisi per la pandèmia de COVID-19. Arran de l'èxit d'aquest format, la banda va continuar oferint concerts online en directe de manera regular durant els mesos de confinament i toc de queda per la pandèmia.
El 15 de setembre de 2020, després d'anunciar la imminent publicació d'un nou àlbum i crear grans expectatives per part de la seva comunitat de fans, el grup publicà un nou àlbum anomenat "Els nostres amics els esfeníscids", el qual resultà ser una col·lecció de fotografies de pingüins de diverses espècies (com Aptenodytes forsteri, Eudyptes robustus, Spheniscus demersus, Eudyptula minor, Megadyptes antipodes, Eudyptes pachyrhynchus, Pygoscelis adeliae, i Spheniscus mendiculus), a més d'un recull de fotomuntatges on amb fotografies de pingüins relataven un suposat viatge a l'Antàrtida.
El 25 de gener de 2021 van fer pública la portada del seu tercer disc, JAJA Salu2, a través de les seves xarxes socials. Tres dies més tard, el 28 de gener de 2021, estrenaren la primera cançó del disc en format senzill, La Noble Vila de Su. L'11 de febrer de 2021 van estrenar l'àlbum complet que conté, entre d'altres, el tema titulat «La Balada de Nils Olav», composta en directe per streaming el 30 de juliol de 2020. El grup presentà el disc al públic per primera vegada en un format de concert presencial a la Telecogresca de 2021.

## Membres
Els integrants de la banda són:
- Ramon Anglada — guitarra, acordió i veus
- Guillem Codern — banjo, harmònica, cant harmònic tuvà, iòdel
- Miquel Pérez — violí irlandès (fiddle), percussions i veu
- Martí Selga — flauta de bec, whistle, contrabaix, veu
- Adrià Vila — mandolina, bodhran, culleres, veu i cant iòdel

## Discografia

### Àlbums d'estudi
| • Yarr's i Trons! (2016) |
| --- |
| (Coopula Editorial) 1. Rolling in the morning 2. Johnny comes down to Hilo 3. Tot és part de ser un pirata 4. From Erin to Tuva 5. Haul away Joe 6. El Pony Pisador, Port bo - Desembarca Jordi 7. Paddy lay back 8. Concili cefalòpode a Malgrat de Mar 9. The leaving of Liverpool 10. Miner's life 11. Mason's apron 12. (Porrus Track) Scarborough fair |

| • Matricular una Galera (2019) |
| --- |
| (Coopula Editorial) 1. Dolores 2. Lime Scurvy 3. La Confraria del Menhir 4. Santianna 5. Maggie May 6. Bartomeu El Portuguès 7. Sam's gone away 8. L'avi simitarra 9. The saucy Arabella 10. A drop of Nelson's blood 11. Roll down 12. Cenotafis de marbre florentí 13. Daglarym 14. A wild trip |

| • JAJA Salu2 (2021) |
| --- |
| (Guspira Records) 1. La Noble Vila de Su 2. La Balada de Nils Olav 3. Garotes de Premià de Mar 4. Vera, la vaca viròloga 5. Kevin, el koala professor de física quàntica 6. Sandra, la serp socorrista 7. Oriol, el cargol que fa cant mongol 8. Glòria, la guilla geògrafa terraplanista 9. Gustau, el gos contrabaixista 10. Otis, l'ornitorrinc escalador 11. Eustaqui, l'equinodern esquiador 12. El Meu Pare és un Formatge 13. El Llom del Diplodocus |

| • It's never too late for sea shanties (2021) |
| --- |
| (Guspira Records) 1. L'abordatge 2. John Kanaka 3. Fathom the bowl 4. Bully in the Alley 5. Eliza Lee 6. Pass around the grog 7. Pay me my money down 8. Don't forget your old shipmate 9. Roll the woodpile down 10. Essequibo River 11. Wellerman 12. Carta de navegar 13. Whip Jamboree |

| • The Longest Pony (amb The Longest Johns) (2023) |
| --- |
| (The Longest Johns Ltd/Guspira Records) 1. Wheels of Glory 2. Haul and Drag 3. Tennessee Waltz 4. All For Me Grog 5. Al Pirata Joan Torrellas 6. Miner's Lifeguard 7. The Northwest Passage |

| • OCELLS (2024) |
| --- |
| (Guspira Records) 1. El Guisote del Tío Benito (Corvux Corax) 2. Rafa el Garrafa, el gafarró del Garraf, agafa garrofó per guanyar-se les garrofes 3. La guerra de l'emú 4. L'espantaocells 5. Ala Negra 6. Gran manual per identificar ocells 7. Índex 8. Abecedari amb Jonatan Penalba 9. Un pardal al got de vi 10. Essequibo River 11. Els animals més bells 12. Strelitzia amb Tarta Relena |

### Singles i EPS
| • Tot és part de ser un pirata (2017) |
| ------------------------------------- |
| 1. Tot és part de ser un pirata       |

| • La Noble Vila de Su (2021) |
| ---------------------------- |
| 1. La Noble Vila de Su       |

| • Tot és part de ser un pirata (Lo Puto Cat Remix) (2021) |
| --------------------------------------------------------- |
| 1. Tot És Part de Ser un Pirata - Lo Puto Cat Remix       |

| • Jetpack Jordi (2021)           |
| -------------------------------- |
| 1. Jetpack Jordi (amb Still Ill) |

| • Bully in the Alley (2021) |
| --------------------------- |
| 1. Bully in the Alley       |

| • Pass Around the Grog (2021)                 |
| --------------------------------------------- |
| 1. Pass Around the Grog 2. Bully in the Alley |

| • Don't Forget Your Old Shipmate (2021)                                         |
| ------------------------------------------------------------------------------- |
| 1. Don't Forget Your Old Shipmate 2. Pass Around the Grog 3. Bully in the Alley |

| • Whip Jamboree (2021)                                                                                           |
| --- |
| 1. Don't Forget Your Old Shipmate 2. Pass Around the Grog 3. Bully in the Alley 4. Whip Jamboree (amb Chalart58) |

| • Pay Me My Money Down (2021) |
| --- |
| 1. Don't Forget Your Old Shipmate 2. Pass Around the Grog 3. Bully in the Alley 4. Whip Jamboree (amb Chalart58) 5. Pay Me My Money Down |

| • All For Me Grog amb The Longest Johns (2023) |
| ---------------------------------------------- |
| (Guspira) 1. All For Me Grog                   |

| • Gran manual per identificar ocells (2024)     |
| ----------------------------------------------- |
| (Guspira) 1. Gran Manual per identificar ocells |

| • L'espantaocells (2024)     |
| ---------------------------- |
| (Guspira) 1. L'espantaocells |

| • La guerra de l'emú (2024)     |
| ------------------------------- |
| (Guspira) 1. La guerra de l'emú |

| • A la gandula (2024)                                             |
| ----------------------------------------------------------------- |
| (Guspira) 1. A la gandula amb Joan Garriga i el Mariatxi Galàctic |

## Aparicions
| Any  | Títol                            | Disc                                          |
| ---- | -------------------------------- | --------------------------------------------- |
| 2016 | Oda a l'exiliat (Bonus Track)    | Lad Cúig "Poemes de destrucció"               |
| 2021 | Bon Cagar                        | Germà Negre "Picants, Obscenes, Amor i Penes" |
| 2022 | Carry On                         | Senyor Oca "Portals"                          |
| 2022 | Auge y Caída de Tonet Tramuntana | Lágrimas de Sangre "Armónico Desorden"        |
| 2023 | Tu                               | La gravetat de Coulomb "L'efecte Doppler"     |
| 2023 | Himne dels perdedors             | Xiula "Babynova"                              |
| 2024 | Rachuli                          | Trio Mandili "Rachuli"                        |